# Клаудије Елијан
Клаудије Елијан (око 175 – 235) је био римски учитељ и реторичар који је живео у доба царева Септимија Севера и Хелиогабала.
Савршено је познавао грчки језик и због тога је добио надимак meliglossos што значи медени језик. Његова два најважнија дела су De Natura Animalium („Природа животиња“) i Varia Historia („Разне историје“), док су остали радови сачувани само у фрагментима.

## Радови
- „“ (Περὶ Ζῴων Ἰδιότητος)
- „“ (Ποικίλη Ἱστορία)
- Фрагменти разних дела.